# イランのアルメニア人修道院建造物群
イランのアルメニア人修道院建造物群（イランのアルメニアじんしゅうどういんけんぞうぶつぐん）とは、2008年にUNESCOの世界遺産に登録された。聖タデウス修道院（西アーザルバーイジャーン州）、聖ステファノス修道院（東アーザルバーイジャーン州）、生神女マリア聖堂から構成されている。

## 概要
イラン北西部（いわゆる古代アルメニアの地域）に位置するこの地域は、キリスト教の揺籃期より、キリスト教（アルメニア使徒教会）を受容してきた地域である。アルメニア人は、キリスト教を世界で最初に国教としたことで知られており、その信仰の中心地として、修道院が建設されてきた。
しかし、地質学的に地震が多い地域であることから、世界遺産に登録されている3つの物件は、大地震のあとに再建されたものである。聖ステファノス修道院の再建は、15世紀に実施されている。当時のイランを統治していたサファヴィー朝はアーザルバーイジャーン地方やアルメニアをめぐって、オスマン帝国と覇権を争っており、サファヴィー朝はアルメニア教会を保護する目的もあり、再建を支援した。
また、聖タデウス修道院の再建は1814年のガージャール朝の王子であるアッバース・ミールザーの手によって行われた。ロシア帝国に圧迫されたガージャール朝もまた、アルメニア教会を保護する目的もあり、再建を支援した。

## 世界遺産登録基準
この世界遺産は世界遺産登録基準のうち、以下の条件を満たし、登録された（以下の基準は世界遺産センター公表の登録基準からの翻訳、引用である）。
- (2) ある期間を通じてまたはある文化圏において、建築、技術、記念碑的芸術、都市計画、景観デザインの発展に関し、人類の価値の重要な交流を示すもの。
- (3) 現存するまたは消滅した文化的伝統または文明の、唯一のまたは少なくとも稀な証拠。
- (6) 顕著で普遍的な意義を有する出来事、現存する伝統、思想、信仰または芸術的、文学的作品と直接にまたは明白に関連するもの（この基準は他の基準と組み合わせて用いるのが望ましいと世界遺産委員会は考えている）。